# Ihsahn
Ihsahn (* 1975 in Notodden als Vegard Sverre Tveitan) ist ein norwegischer Komponist, Gitarrist, Bassist, Keyboarder und Sänger. Er ist hauptsächlich als Frontmann der Black-Metal-Band Emperor bekannt. Mit seiner Frau Heidi S. Tveitan spielte er bei Peccatum. Im April 2006 erschien sein Solodebüt The Adversary.

## Leben
Ihsahn alias Vegard Sverre Tveitan wurde 1975 geboren und wuchs auf einer großen Farm in der Telemark auf. Mit sieben Jahren machte er mit dem Piano die ersten musikalischen Schritte, bis er mit zehn Jahren eine Gitarre bekam und begann, die ersten eigenen Lieder zu komponieren. Drei Jahre später nahm er an einem Musikseminar teil und traf dort Tomas „Samoth“ Haugen, mit dem er die Band Thou Shalt Suffer gründete. Da Haugen bald aus dem Projekt ausstieg, verblieb Tveitan (damals noch als Ygg bekannt) als einziges Mitglied. Wenig später, im Frühling 1991, gründeten Ygg, Samoth und Håvard „Mortiis“ Ellefsen die Band Emperor und nahmen ihr erstes Demo Wrath of the Tyrant auf.
1995 wirkte Ihsahn am Projekt Zyklon-B von Haugen, der sich inzwischen Samoth nannte, mit. Eines der drei Stücke ihrer einzigen EP Blood Must Be Shed wurde später als Remix auf einer Split-7" mit Mayhem wiederveröffentlicht.
Nachdem Samoth und Emperor-Schlagzeuger Bård „Faust“ Eithun zu Haftstrafen verurteilt wurden, zog Ihsahn sich auf ein Anwesen seiner Eltern zurück, um dort Anthems to the Welkin at Dusk zu komponieren, das nach Samoths Entlassung mit Trym am Schlagzeug und Alver am Bass eingespielt und 1997 veröffentlicht wurde. Im gleichen Jahr veröffentlichte Ihsahn eine CD mit den Demoaufnahmen von Thou Shalt Suffer. Mit seiner Frau Ihriel gründete Ihsahn 1998 die Band Peccatum, in der auch Ihriels Bruder Lord Pz für einige Zeit am Schlagzeug saß; mit dieser Band veröffentlichte er 1999 das Studioalbum Strangling from Within.
Das letzte Emperor-Album Prometheus – The Discipline of Fire & Demise (2001) wurde größtenteils von Ihsahn selbst komponiert. Nach der Veröffentlichung löste sich die Band auf. Im Herbst 2005 traten Emperor in Oslo zum ersten Mal seit vier Jahren wieder gemeinsam auf und gaben ihre Wiedervereinigung bekannt.
Im März 2006 gaben Ihsahn und Ihriel bekannt, das Projekt vorübergehend zu beenden und sich ihren Soloprojekten zu widmen. Im April 2006 veröffentlichte Ihsahn sein Solodebüt The Adversary. Im Dezember 2007 erschien das erste Album des Projektes Hardingrock, an dem unter anderem auch wieder seine Frau mitwirkte.
Heute lebt Ihsahn mit seiner Frau und seinem Hund in seinem Geburtsort Notodden und unterrichtet Musik an der lokalen Schule.
Einar Solberg von Leprous ist Ihsahns Schwager und spielte auch für Emperor Keyboard.

## Stil
Die Musik von Ihsahn variiert von Album zu Album. Auf Das Seelenbrechen war der Sound von Progressive Rock Elementen geprägt, während bei Arktis Elemente des Classic Rock zu finden waren. Auf der Telemark EP kehrte Ihsahn zu seinen Wurzeln zurück und ließ vermehrt Black Metal Elemente mit in seine Musik einfließen. Ihsahn arbeitet oft mit Bläsersätzen in seiner Musik, die er nach eigener Aussage liebt.

## Veröffentlichungen

### Mit Thou Shalt Suffer
- Into the Woods of Belial (Demo, 1991)
- Open the Mysteries of Your Creation (Demo, 1991)
- Somnium (2000)

### Mit Emperor
- Siehe Emperor

### Mit Zyklon-B
- Siehe Zyklon-B

### Mit Peccatum
- Siehe Peccatum

### Solo
- The Adversary (2006)
- angL (2008)
- After (2010)
- Eremita (2012)
- Das Seelenbrechen (2013)
- Arktis (2016)
- Ámr (2018)
- Telemark (2020)
- Pharos (2020)
- Ihsahn (2024)

### Mit Hardingrock
- Grimen (2007)